# Buenavista (Michoacán)
Buenavista (lit.  "Boa vista") é um município do estado mexicano de Michoacán. Segundo o censo de 2020, havia 45.538 habitantes.